# Jules Tannery
Jules Tannery (Mantes-la-Jolie, 24 marzo 1848 – Parigi, 11 dicembre 1910) è stato un matematico francese.
Fratello di Paul Tannery, anche'egli matematico, studiò sotto la guida di Charles Hermite e fu il referente del dottorato di Jacques Hadamard

## Biografia
Tannery si laureò nel 1869. Fu insegnante di matematica presso il liceo di Rennes, poi nel 1871 presso quello di Caen. 
Nel 1872 Tannery tornò a Parigi e iniziò ad insegnare presso l'École normale supérieure. 
Sotto la guida del suo insegnante Charles Hermite, ottenne un dottorato nel 1874 per la sua tesi Propriétés des Intégrales des Équations Différentielle Linéaires à Coefficients Variables. 
In seguito insegnò matematica al Lycée Saint-Louis, e alla Sorbona. Poi nel 1881 fu nominato Maître de Conférences presso l'École normale supérieure, e subito dopo per l'École normale supérieure de jeunes filles di Sèvres. Dal 1884 fu consulente di studi presso l'École Normale e, dal 1903, professore di calcolo differenziale e integrale presso la Facoltà di Scienze di Parigi.
Nel 1886 era il vicedirettore dell'École normale supérieure; esercitò una notevole influenza sull'insegnamento delle scienze in Francia, con i suoi scritti e con la sua opera di organizzatore. 
Ha influenzato Pierre Duhem, Paul Painlevé, Jules Drach, ed Émile Borel.

## Opere
- Introduction à la théorie des fonctions d'une variable (1886)
- Éléments de la théorie des fonctions elliptiques (1893-98)
- Leçons d'arithmétique (1896)